# Миколаївське обласне управління лісового та мисливського господарства
Миколаївське обласне управління лісового та мисливського господарства — територіальний орган Державного агентства лісових ресурсів України в Миколаївській області.

## Підпорядковані державні підприємства
Лісгоспи МОУЛМГ займаються вирощування та доглядом за лісом на дорученій території, декоративного садивного матеріалу, виготовлення пиломатеріалів, надають послуги з рекреації, озеленення, реалізовують зібрану лікарсько-технічну сировину, виготовлені мітли та віники, зібраний мед, ялинки, саджанці, дрова, іншу сільгосппродукцію.
- ДП «Баштанське лісове господарство», створене 1966 року (одне з найстаріших в області), об'єднує Христофорівське, Новобузьке і Привільнянське лісництва на території Баштанського району[1]. Лісові насадження господарства складають переважно дуб, берест, в'яз, ясен, акація, гледичія, клен, горіх волоський, абрикоса[1]. Головна контора розташовується в місті Баштанка. Станом на 2020 рік господарство очолює Крет Юрій Всеволодович[1].

- ДП «Березнегуватське лісове господарство», об'єднує Березнегуватське, Снігурівське, Маліївське і Мурахівське лісництва на території Баштанського і Миколаївського районів[2]. Лісові насадження господарства складають переважно сосна кримська, дуб, ясен, в'яз, акація, горіх волоський, абрикоса[2]. Головна контора розташовується в смт Березнегувате. Станом на 2020 рік господарство очолює Сірик Андрій Андрійович[2].

- ДП «Веселинівське лісове господарство», об'єднує Веселинівське, Мостівське, Доманівське і Варюшинське лісництва на території Вознесенського і Миколаївського районів[3]. Лісові насадження господарства складають переважно сосна, дуб, ясен, акація, клен, горіх, в'яз, тополя, гледичія, софора японська[3]. Головна контора розташовується в смт Веселинове. Станом на 2020 рік господарство очолює Дем'яненко Леонід Володимирович[3].

- ДП «Володимирівське лісове господарство», об'єднує Казанківське, Володимирівське і Лісове лісництва на території Баштанського району[4]. Лісові насадження господарства складають переважно сосна, дуб, ясен, акація, клен, горіх, в'яз, тополя, гледичія, софора японська, берест, липа, абрикоса, чагарники[4]. Головна контора розташовується в селі Володимирівка. Станом на 2021 рік господарство очолює Волинець Владислав Володимирович[4].

- ДП «Вознесенське лісове господарство», об'єднує лісництва на території Первомайського і Вознесенського районів[5]. Лісові насадження господарства складають переважно сосна, дуб, ясен, акація, клен, горіх волоський, в'яз, тополя, гледичія колюча, горіх волоський, софора японська, чагарники[5]. Головна контора розташовується в селі Бузьке. Станом на 2020 рік господарство очолює Чикачов Олександр Олексійович[5].

- ДП «Врадіївське лісове господарство», об'єднує Березківське, Лисогірське, Первомайське, Новопавлівське та Врадіївське лісництва на території Первомайського району[6]. Лісові насадження господарства складають переважно сосна звичайна, сосна кримська, ялина європейська, дуб звичайний, червоний, клен, берест, в'яз, акація, береза, осина, липа, тополя, верба[6]. Головна контора розташовується в смт Врадіївка. Станом на 2020 рік господарство очолює Мироненко Віктор Федорович[6].

- ДП «Єланецьке лісове господарство», об'єднує Братське, Возсіятське, Єланецьке і Куйбишевське лісництва на території Вознесенського району[7]. Лісові насадження господарства складають переважно сосна кримська, дуб, ясен, клен, в'яз, акація, гледичія, горіх волоський, абрикоса, шовковиця чорна, порічки[7]. Головна контора розташовується в смт Єланець. До 2020 року господарство очолював Сірик Андрій Андрійович[7].

- ДП «Миколаївське лісове господарство», об'єднує Андріївське, Новоодеське і Миколаївське лісництва на території Миколаївського району[8]. Лісові насадження господарства складають переважно сосна звичайна, сосна кримська, дуб, гледичія, ясен, клен татарський, в'яз, акація, горіх волоський[8]. Головна контора розташовується в місті Миколаїв. Станом на 2020 рік господарство очолює Гордієнко Микола Володимирович[8].

- ДП «Очаківське лісомисливське господарство», об'єднує Очаківське, Березанське, Василівське і Кінбурське лісництва на території Миколаївського району[9]. Лісові насадження господарства складають переважно сосна звичайна, сосна кримська, акація біла, дуб, гледичія, в'яз[9]. Головна контора розташовується в місті Очаків. Станом на 2020 рік господарство очолює Туровський Володимир Станіславович[9].

## Керівництво
- Мароха Олександр Дмитрович — начальник управління.